# شريف أباد (حسين أباد)
شریف أباد (بالفارسية: شریف‌آباد) هي قرية تقع في إيران في قسم حسین أباد. يقدر عدد سكانها بـ 21 نسمة .